# خانه‌ای برای تعطیلات (فیلم)
خانه‌ای برای تعطیلات (به انگلیسی: Home for the Holidays) عنوان فیلمی کمدی-درام محصول سال ۱۹۹۵ به کارگردانی جودی فاستر است. بازیگران این فیلم هالی هانتر رابرت داونی جونیور و کلیر دینز هستند.